# 문수사 지장시왕탱화 및 복장유물일괄
문수사 지장시왕탱화 및 복장유물일괄(文殊寺 地藏十王幀畵 및 腹藏遺物一括)은 대한민국 충청남도 예산군 덕산면 사천시, 수덕사 근역성보관에 있는 조선시대의 탱화 및 복장유물이다. 2003년 10월 30일 충청남도의 유형문화재 제173호로 지정되었다.

## 개요
명주 바탕에 채색으로 그려진 지장시왕탱화 1폭 및 복장발원문을 비롯한 복장유물 29점이다.
복장유물로는 복장발원문 1점, 서신 6점, 책력 14점, 후령통 1점, 오보병 5점, 다라니 2점 등이 있다.
조선후기 충남 서부지역 불교문화의 양상을 잘 보여주는 자료로서 탱화 이외에 다양한 복장유물을 포함하고 있고, 탱화 제작과 관련된 서신이 있다는 점은 아주 특별한 예이다.
불화의 하단부에 있는 화기에는 1774년이라는 조성연대와 조성사찰, 그림을 그린 화원과 발원자들에 대한 기록이 있을 뿐만 아니라 배접지 후면에서 당시의 서신과 책력 등이 발견되어 당시의 사회상을 알 수 있는 매우 중요한 자료로서 종교적·학술적 가치가 크다.

## 참고 자료
- 문수사 지장시왕탱화 및 복장유물일괄 - 국가유산청 국가유산포털